# Marya Kasterska
Marya Kasterska (2 février 1894 - 7 décembre 1969) est une écrivaine et journaliste roumaine d'origine polonaise, vivant en France. Elle est enterrée au Cimetière des Champeaux de Montmorency. Elle était la femme du mathématicien roumain Pierre Sergesco.
Elle est très liée à l'écrivain Henry de Montherlant qu'elle rencontre en 1933 et avec qui elle sera liée jusqu'à sa mort. Ils ont entretenu une importante correspondance et Kasterska est à l'origine du volume Pages catholiques en 1947.